# Tityus tayrona
Espèce
Synonymes
- Tityus erikae Lourenco, 1999
- Tityus wayuu Rojas-Runjaic & Armas, 2007

Tityus tayrona est une espèce de scorpions de la famille des Buthidae.

## Distribution
Cette espèce se rencontre en Colombie dans les départements de Bolívar, de Magdalena, d'Atlántico, de Cesar, de Sucre et de Córdoba, au Venezuela dans les États de Zulia et de Trujillo et au Panama,.

## Description
Les mâles mesurent de 28,85 à 43,42 mm et les femelles de 31,88 à 42,81 mm.

## Systématique et taxinomie
Cette espèce a été décrite par Lourenço en 1991. Tityus erikae a été placée en synonymie par Teruel et Roncallo en 2010. Tityus wayuu a été placée en synonymie par Moreno-González, González et Flórez en 2019.

## Étymologie
Son nom d'espèce lui a été donné en référence au lieu de sa découverte, le parc national naturel de Tayrona.

## Publication originale
- Lourenço, 1991 : « Les scorpions de Colombie, II. Les faunes des regions de Santa Marta et de la Cordillere orientale. Approche biogeographique. (Arachnida: Scorpiones). » Senckenbergiana Biologica, vol. 71, no 4/6, p. 275-288.